# Liste des planètes mineures (526001-527000)
Voici la liste des planètes mineures numérotées de 526001 à 527000. Les planètes mineures sont numérotées lorsque leur orbite est confirmée, ce qui peut parfois se produire longtemps après leur découverte. Elles sont classées ici par leur numéro.

## Planètes mineures 526001 à 527000
- (526001) 2005 UM232
- (526002) 2005 UZ232
- (526003) 2005 UQ234
- (526004) 2005 UM235
- (526005) 2005 UK245
- (526006) 2005 UC247
- (526007) 2005 UJ248
- (526008) 2005 UK249
- (526009) 2005 UU252
- (526010) 2005 UG254
- (526011) 2005 UV256
- (526012) 2005 UT258
- (526013) 2005 UM259
- (526014) 2005 UL261
- (526015) 2005 UO262
- (526016) 2005 UW265
- (526017) 2005 UY271
- (526018) 2005 UE273
- (526019) 2005 UN273
- (526020) 2005 UJ279
- (526021) 2005 UG281
- (526022) 2005 US285
- (526023) 2005 UJ286
- (526024) 2005 UP288
- (526025) 2005 UQ288
- (526026) 2005 UT288
- (526027) 2005 UP290
- (526028) 2005 UK294
- (526029) 2005 UC297
- (526030) 2005 US298
- (526031) 2005 UY298
- (526032) 2005 UR301
- (526033) 2005 UY301
- (526034) 2005 UC302
- (526035) 2005 UH303
- (526036) 2005 UY304
- (526037) 2005 UB305
- (526038) 2005 US314
- (526039) 2005 UA316
- (526040) 2005 UO316
- (526041) 2005 UY319
- (526042) 2005 UM321
- (526043) 2005 UX326
- (526044) 2005 UU329
- (526045) 2005 UF331
- (526046) 2005 UE333
- (526047) 2005 UH333
- (526048) 2005 UV333
- (526049) 2005 UC334
- (526050) 2005 UG337
- (526051) 2005 UP338
- (526052) 2005 UV338
- (526053) 2005 UM339
- (526054) 2005 UP339
- (526055) 2005 UA344
- (526056) 2005 UO345
- (526057) 2005 UO350
- (526058) 2005 UZ350
- (526059) 2005 UW352
- (526060) 2005 UN353
- (526061) 2005 US355
- (526062) 2005 UK359
- (526063) 2005 UW362
- (526064) 2005 UR366
- (526065) 2005 US367
- (526066) 2005 UK369
- (526067) 2005 UN370
- (526068) 2005 UR371
- (526069) 2005 UA372
- (526070) 2005 UO372
- (526071) 2005 UH373
- (526072) 2005 UD376
- (526073) 2005 UP378
- (526074) 2005 UX384
- (526075) 2005 UH385
- (526076) 2005 UM392
- (526077) 2005 US393
- (526078) 2005 UH394
- (526079) 2005 UX396
- (526080) 2005 UW401
- (526081) 2005 UN404
- (526082) 2005 UQ406
- (526083) 2005 UR408
- (526084) 2005 UN409
- (526085) 2005 UM412
- (526086) 2005 UD416
- (526087) 2005 UZ416
- (526088) 2005 UH417
- (526089) 2005 UK418
- (526090) 2005 UJ419
- (526091) 2005 UU420
- (526092) 2005 UD421
- (526093) 2005 UJ425
- (526094) 2005 UF430
- (526095) 2005 UH430
- (526096) 2005 UZ431
- (526097) 2005 UY433
- (526098) 2005 UV434
- (526099) 2005 UK435
- (526100) 2005 UO441
- (526101) 2005 UW441
- (526102) 2005 UK442
- (526103) 2005 UO444
- (526104) 2005 UH445
- (526105) 2005 UV445
- (526106) 2005 UW447
- (526107) 2005 UJ448
- (526108) 2005 UW450
- (526109) 2005 UN451
- (526110) 2005 UU452
- (526111) 2005 UJ456
- (526112) 2005 UP456
- (526113) 2005 UL458
- (526114) 2005 UM458
- (526115) 2005 UM459
- (526116) 2005 UV459
- (526117) 2005 UT461
- (526118) 2005 UR462
- (526119) 2005 UG463
- (526120) 2005 UJ464
- (526121) 2005 UM464
- (526122) 2005 UP465
- (526123) 2005 UG467
- (526124) 2005 UO471
- (526125) 2005 UT475
- (526126) 2005 UK485
- (526127) 2005 UY492
- (526128) 2005 UQ499
- (526129) 2005 UW501
- (526130) 2005 UA520
- (526131) 2005 UX525
- (526132) 2005 UZ525
- (526133) 2005 UP529
- (526134) 2005 UZ532
- (526135) 2005 UB533
- (526136) 2005 UC533
- (526137) 2005 UK533
- (526138) 2005 UL533
- (526139) 2005 UN533
- (526140) 2005 VO2
- (526141) 2005 VC5
- (526142) 2005 VE19
- (526143) 2005 VC25
- (526144) 2005 VL28
- (526145) 2005 VJ35
- (526146) 2005 VN42
- (526147) 2005 VW45
- (526148) 2005 VX49
- (526149) 2005 VR51
- (526150) 2005 VK69
- (526151) 2005 VE80
- (526152) 2005 VR83
- (526153) 2005 VW95
- (526154) 2005 VY98
- (526155) 2005 VG102
- (526156) 2005 VU102
- (526157) 2005 VM106
- (526158) 2005 VO111
- (526159) 2005 VO114
- (526160) 2005 VL134
- (526161) 2005 VF138
- (526162) 2005 VH138
- (526163) 2005 VJ138
- (526164) 2005 VK138
- (526165) 2005 WA5
- (526166) 2005 WG12
- (526167) 2005 WW12
- (526168) 2005 WF15
- (526169) 2005 WP21
- (526170) 2005 WT24
- (526171) 2005 WP26
- (526172) 2005 WM28
- (526173) 2005 WV30
- (526174) 2005 WZ30
- (526175) 2005 WR31
- (526176) 2005 WF32
- (526177) 2005 WL32
- (526178) 2005 WW35
- (526179) 2005 WW42
- (526180) 2005 WV44
- (526181) 2005 WM52
- (526182) 2005 WG53
- (526183) 2005 WX56
- (526184) 2005 WP58
- (526185) 2005 WQ59
- (526186) 2005 WT69
- (526187) 2005 WN76
- (526188) 2005 WT81
- (526189) 2005 WV82
- (526190) 2005 WY86
- (526191) 2005 WY90
- (526192) 2005 WO95
- (526193) 2005 WD102
- (526194) 2005 WQ115
- (526195) 2005 WP116
- (526196) 2005 WV121
- (526197) 2005 WP122
- (526198) 2005 WM125
- (526199) 2005 WN132
- (526200) 2005 WQ139
- (526201) 2005 WC142
- (526202) 2005 WZ143
- (526203) 2005 WF151
- (526204) 2005 WB159
- (526205) 2005 WJ176
- (526206) 2005 WD183
- (526207) 2005 WF190
- (526208) 2005 WT191
- (526209) 2005 WG192
- (526210) 2005 WL192
- (526211) 2005 XA12
- (526212) 2005 XW21
- (526213) 2005 XD30
- (526214) 2005 XP30
- (526215) 2005 XE34
- (526216) 2005 XP34
- (526217) 2005 XV36
- (526218) 2005 XT48
- (526219) 2005 XB50
- (526220) 2005 XU52
- (526221) 2005 XY58
- (526222) 2005 XM60
- (526223) 2005 XR70
- (526224) 2005 XZ80
- (526225) 2005 XY96
- (526226) 2005 YN2
- (526227) 2005 YZ7
- (526228) 2005 YP12
- (526229) 2005 YG13
- (526230) 2005 YU14
- (526231) 2005 YV14
- (526232) 2005 YF17
- (526233) 2005 YA21
- (526234) 2005 YH25
- (526235) 2005 YV27
- (526236) 2005 YV34
- (526237) 2005 YF36
- (526238) 2005 YY36
- (526239) 2005 YG47
- (526240) 2005 YL59
- (526241) 2005 YV64
- (526242) 2005 YU82
- (526243) 2005 YM84
- (526244) 2005 YR92
- (526245) 2005 YA93
- (526246) 2005 YG97
- (526247) 2005 YY97
- (526248) 2005 YD98
- (526249) 2005 YW114
- (526250) 2005 YB115
- (526251) 2005 YY117
- (526252) 2005 YO124
- (526253) 2005 YV124
- (526254) 2005 YZ125
- (526255) 2005 YP128
- (526256) 2005 YW128
- (526257) 2005 YT135
- (526258) 2005 YS137
- (526259) 2005 YH140
- (526260) 2005 YU158
- (526261) 2005 YS166
- (526262) 2005 YV166
- (526263) 2005 YM172
- (526264) 2005 YQ180
- (526265) 2005 YF188
- (526266) 2005 YG193
- (526267) 2005 YR193
- (526268) 2005 YH196
- (526269) 2005 YX202
- (526270) 2005 YD207
- (526271) 2005 YO230
- (526272) 2006 AD13
- (526273) 2006 AY33
- (526274) 2006 AF35
- (526275) 2006 AS37
- (526276) 2006 AW46
- (526277) 2006 AX53
- (526278) 2006 AE60
- (526279) 2006 AK60
- (526280) 2006 AP64
- (526281) 2006 AX69
- (526282) 2006 AA89
- (526283) 2006 AA90
- (526284) 2006 AB90
- (526285) 2006 AE100
- (526286) 2006 AY107
- (526287) 2006 AD108
- (526288) 2006 AL108
- (526289) 2006 BT10
- (526290) 2006 BE13
- (526291) 2006 BQ13
- (526292) 2006 BQ16
- (526293) 2006 BL20
- (526294) 2006 BX30
- (526295) 2006 BE43
- (526296) 2006 BD52
- (526297) 2006 BE63
- (526298) 2006 BP64
- (526299) 2006 BY69
- (526300) 2006 BJ74
- (526301) 2006 BZ79
- (526302) 2006 BZ86
- (526303) 2006 BJ88
- (526304) 2006 BJ90
- (526305) 2006 BB91
- (526306) 2006 BC95
- (526307) 2006 BP97
- (526308) 2006 BF100
- (526309) 2006 BS113
- (526310) 2006 BF126
- (526311) 2006 BE137
- (526312) 2006 BO141
- (526313) 2006 BW150
- (526314) 2006 BS156
- (526315) 2006 BZ167
- (526316) 2006 BH169
- (526317) 2006 BO169
- (526318) 2006 BG175
- (526319) 2006 BA186
- (526320) 2006 BL202
- (526321) 2006 BK206
- (526322) 2006 BU211
- (526323) 2006 BP213
- (526324) 2006 BB217
- (526325) 2006 BD222
- (526326) 2006 BA228
- (526327) 2006 BJ236
- (526328) 2006 BC239
- (526329) 2006 BJ270
- (526330) 2006 BH278
- (526331) 2006 BF286
- (526332) 2006 BJ286
- (526333) 2006 BK286
- (526334) 2006 BL286
- (526335) 2006 BO286
- (526336) 2006 CP
- (526337) 2006 CU3
- (526338) 2006 CO23
- (526339) 2006 CQ23
- (526340) 2006 CX24
- (526341) 2006 CG27
- (526342) 2006 CE32
- (526343) 2006 CG44
- (526344) 2006 CX45
- (526345) 2006 CS50
- (526346) 2006 CH64
- (526347) 2006 CV64
- (526348) 2006 CX64
- (526349) 2006 CD71
- (526350) 2006 CK81
- (526351) 2006 DP23
- (526352) 2006 DO24
- (526353) 2006 DY26
- (526354) 2006 DU36
- (526355) 2006 DN45
- (526356) 2006 DW68
- (526357) 2006 DF73
- (526358) 2006 DS89
- (526359) 2006 DW91
- (526360) 2006 DX92
- (526361) 2006 DF95
- (526362) 2006 DK98
- (526363) 2006 DH107
- (526364) 2006 DB108
- (526365) 2006 DL112
- (526366) 2006 DU117
- (526367) 2006 DV121
- (526368) 2006 DD124
- (526369) 2006 DK134
- (526370) 2006 DX136
- (526371) 2006 DC142
- (526372) 2006 DJ205
- (526373) 2006 DZ205
- (526374) 2006 DM213
- (526375) 2006 DM216
- (526376) 2006 DG219
- (526377) 2006 DN219
- (526378) 2006 EL7
- (526379) 2006 EJ15
- (526380) 2006 EH18
- (526381) 2006 EJ31
- (526382) 2006 EE45
- (526383) 2006 EQ46
- (526384) 2006 EE66
- (526385) 2006 FP15
- (526386) 2006 FK30
- (526387) 2006 FG42
- (526388) 2006 FW55
- (526389) 2006 FG56
- (526390) 2006 GW30
- (526391) 2006 GT31
- (526392) 2006 GM37
- (526393) 2006 GY37
- (526394) 2006 GJ39
- (526395) 2006 GV55
- (526396) 2006 HL4
- (526397) 2006 HL7
- (526398) 2006 HK35
- (526399) 2006 HH40
- (526400) 2006 HN48
- (526401) 2006 HR52
- (526402) 2006 HP74
- (526403) 2006 HN81
- (526404) 2006 HZ98
- (526405) 2006 HO113
- (526406) 2006 HL114
- (526407) 2006 HP114
- (526408) 2006 HS130
- (526409) 2006 HX154
- (526410) 2006 HZ154
- (526411) 2006 HA155
- (526412) 2006 HC155
- (526413) 2006 HE155
- (526414) 2006 JR4
- (526415) 2006 JM7
- (526416) 2006 JB13
- (526417) 2006 JC18
- (526418) 2006 JF20
- (526419) 2006 JB22
- (526420) 2006 JL24
- (526421) 2006 JT39
- (526422) 2006 JL50
- (526423) 2006 JS61
- (526424) 2006 JD63
- (526425) 2006 JK82
- (526426) 2006 JN82
- (526427) 2006 JO82
- (526428) 2006 KX11
- (526429) 2006 KU12
- (526430) 2006 KZ17
- (526431) 2006 KF21
- (526432) 2006 KG23
- (526433) 2006 KQ45
- (526434) 2006 KB47
- (526435) 2006 KY47
- (526436) 2006 KS52
- (526437) 2006 KQ61
- (526438) 2006 KB68
- (526439) 2006 KO74
- (526440) 2006 KZ74
- (526441) 2006 KE88
- (526442) 2006 KU91
- (526443) 2006 KH111
- (526444) 2006 KC122
- (526445) 2006 KH123
- (526446) 2006 KE146
- (526447) 2006 MM10
- (526448) 2006 OM6
- (526449) 2006 OH15
- (526450) 2006 OY21
- (526451) 2006 OK38
- (526452) 2006 PE14
- (526453) 2006 PO19
- (526454) 2006 PH22
- (526455) 2006 QJ5
- (526456) 2006 QO37
- (526457) 2006 QY39
- (526458) 2006 QR49
- (526459) 2006 QV84
- (526460) Ceciliakoocen
- (526461) 2006 QR95
- (526462) 2006 QG121
- (526463) 2006 QU121
- (526464) 2006 QX129
- (526465) 2006 QC135
- (526466) 2006 QW149
- (526467) 2006 QJ151
- (526468) 2006 QP154
- (526469) 2006 QQ154
- (526470) 2006 QX168
- (526471) 2006 QU185
- (526472) 2006 QB188
- (526473) 2006 QE188
- (526474) 2006 QH188
- (526475) 2006 QJ188
- (526476) 2006 QL188
- (526477) 2006 QO188
- (526478) 2006 RM2
- (526479) 2006 RL13
- (526480) 2006 RB14
- (526481) 2006 RF14
- (526482) 2006 RE18
- (526483) 2006 RB22
- (526484) 2006 RG30
- (526485) 2006 RH42
- (526486) 2006 RU72
- (526487) 2006 RL84
- (526488) 2006 RN91
- (526489) 2006 RC92
- (526490) 2006 RM98
- (526491) 2006 RW101
- (526492) Theaket
- (526493) 2006 RK121
- (526494) 2006 RC123
- (526495) 2006 SL2
- (526496) 2006 SA3
- (526497) 2006 SU25
- (526498) 2006 SU26
- (526499) 2006 SJ30
- (526500) 2006 SO45
- (526501) 2006 SG50
- (526502) 2006 SL58
- (526503) 2006 ST58
- (526504) 2006 SK67
- (526505) 2006 SF68
- (526506) 2006 SG72
- (526507) 2006 SS90
- (526508) 2006 SN98
- (526509) 2006 SP100
- (526510) 2006 SG102
- (526511) 2006 SD106
- (526512) 2006 SV109
- (526513) 2006 SS124
- (526514) 2006 SG127
- (526515) 2006 SM129
- (526516) 2006 ST139
- (526517) 2006 SY139
- (526518) 2006 SZ139
- (526519) 2006 SU142
- (526520) 2006 SV143
- (526521) 2006 SO150
- (526522) 2006 SO152
- (526523) 2006 SJ158
- (526524) 2006 SB159
- (526525) 2006 SL162
- (526526) 2006 SX166
- (526527) 2006 SM175
- (526528) 2006 SD182
- (526529) 2006 SO184
- (526530) 2006 ST186
- (526531) 2006 SX194
- (526532) 2006 SB202
- (526533) 2006 SU213
- (526534) 2006 SB224
- (526535) 2006 SF239
- (526536) 2006 SR246
- (526537) 2006 SK248
- (526538) 2006 SK254
- (526539) 2006 SW257
- (526540) 2006 SJ261
- (526541) 2006 SO263
- (526542) 2006 SX263
- (526543) 2006 SH271
- (526544) 2006 SQ281
- (526545) 2006 SY296
- (526546) 2006 SR297
- (526547) 2006 SY297
- (526548) 2006 SM298
- (526549) 2006 SE308
- (526550) 2006 SF313
- (526551) 2006 SQ313
- (526552) 2006 SK326
- (526553) 2006 SR329
- (526554) 2006 SL330
- (526555) 2006 SD333
- (526556) 2006 SV346
- (526557) 2006 SG347
- (526558) 2006 SS347
- (526559) 2006 SW349
- (526560) 2006 SP364
- (526561) 2006 SS376
- (526562) 2006 SE382
- (526563) 2006 SY398
- (526564) 2006 SZ398
- (526565) 2006 SF400
- (526566) 2006 SG404
- (526567) 2006 SZ404
- (526568) 2006 SN405
- (526569) 2006 SS415
- (526570) 2006 SA416
- (526571) 2006 SG416
- (526572) 2006 SC422
- (526573) 2006 SF422
- (526574) 2006 SM422
- (526575) 2006 SP422
- (526576) 2006 SS422
- (526577) 2006 SW422
- (526578) 2006 SB423
- (526579) 2006 SG423
- (526580) 2006 SK423
- (526581) 2006 SV423
- (526582) 2006 SB424
- (526583) 2006 SC424
- (526584) 2006 SJ424
- (526585) 2006 SL424
- (526586) 2006 SU424
- (526587) 2006 TB
- (526588) 2006 TQ3
- (526589) 2006 TB4
- (526590) 2006 TF9
- (526591) 2006 TL13
- (526592) 2006 TY14
- (526593) 2006 TE15
- (526594) 2006 TR17
- (526595) 2006 TK24
- (526596) 2006 TX27
- (526597) 2006 TG34
- (526598) 2006 TQ34
- (526599) 2006 TT35
- (526600) 2006 TN44
- (526601) 2006 TD47
- (526602) 2006 TC53
- (526603) 2006 TU79
- (526604) 2006 TT82
- (526605) 2006 TD83
- (526606) 2006 TR84
- (526607) 2006 TM85
- (526608) 2006 TS87
- (526609) 2006 TC92
- (526610) 2006 TD96
- (526611) 2006 TB98
- (526612) 2006 TR98
- (526613) 2006 TR99
- (526614) 2006 TF100
- (526615) 2006 TJ101
- (526616) 2006 TP101
- (526617) 2006 TU102
- (526618) 2006 TS104
- (526619) 2006 TM105
- (526620) 2006 TD122
- (526621) 2006 TT127
- (526622) 2006 TW128
- (526623) 2006 TB132
- (526624) 2006 TH132
- (526625) 2006 TT132
- (526626) 2006 TJ133
- (526627) 2006 TK133
- (526628) 2006 TP133
- (526629) 2006 UF11
- (526630) 2006 UK12
- (526631) 2006 UW17
- (526632) 2006 UE19
- (526633) 2006 UG36
- (526634) 2006 UV36
- (526635) 2006 UA44
- (526636) 2006 UA49
- (526637) 2006 UA50
- (526638) 2006 US50
- (526639) 2006 UN51
- (526640) 2006 UF55
- (526641) 2006 UN57
- (526642) 2006 UK66
- (526643) 2006 UF72
- (526644) 2006 UT72
- (526645) 2006 UP74
- (526646) 2006 UQ81
- (526647) 2006 UB86
- (526648) 2006 UW89
- (526649) 2006 UZ95
- (526650) 2006 UC97
- (526651) 2006 UN100
- (526652) 2006 UR107
- (526653) 2006 UH110
- (526654) 2006 UM110
- (526655) 2006 UK118
- (526656) 2006 UN121
- (526657) 2006 UN130
- (526658) 2006 UJ131
- (526659) 2006 UZ147
- (526660) 2006 UU157
- (526661) 2006 UD168
- (526662) 2006 UB169
- (526663) 2006 UJ187
- (526664) 2006 UP193
- (526665) 2006 US194
- (526666) 2006 UM201
- (526667) 2006 UY204
- (526668) 2006 UP206
- (526669) 2006 UD211
- (526670) 2006 UL217
- (526671) 2006 UF235
- (526672) 2006 UY238
- (526673) 2006 UC258
- (526674) 2006 UU271
- (526675) 2006 UE280
- (526676) 2006 US281
- (526677) 2006 UC290
- (526678) 2006 UL299
- (526679) 2006 UT299
- (526680) 2006 UK346
- (526681) 2006 UX346
- (526682) 2006 UW362
- (526683) 2006 UX362
- (526684) 2006 UG364
- (526685) 2006 UT364
- (526686) 2006 UX364
- (526687) 2006 UG365
- (526688) 2006 UH365
- (526689) 2006 UJ365
- (526690) 2006 UN365
- (526691) 2006 UR365
- (526692) 2006 VM
- (526693) 2006 VW8
- (526694) 2006 VG16
- (526695) 2006 VO18
- (526696) 2006 VK20
- (526697) 2006 VO21
- (526698) 2006 VY27
- (526699) 2006 VA28
- (526700) 2006 VE30
- (526701) 2006 VE37
- (526702) 2006 VG46
- (526703) 2006 VO46
- (526704) 2006 VD47
- (526705) 2006 VX60
- (526706) 2006 VT68
- (526707) 2006 VO73
- (526708) 2006 VJ77
- (526709) 2006 VJ80
- (526710) 2006 VN118
- (526711) 2006 VT127
- (526712) 2006 VM138
- (526713) 2006 VV145
- (526714) 2006 VW169
- (526715) 2006 VT172
- (526716) 2006 VX172
- (526717) 2006 VA175
- (526718) 2006 VL175
- (526719) 2006 VT175
- (526720) 2006 VX175
- (526721) 2006 VE176
- (526722) 2006 WP5
- (526723) 2006 WK7
- (526724) 2006 WB29
- (526725) 2006 WP31
- (526726) 2006 WG34
- (526727) 2006 WW40
- (526728) 2006 WB42
- (526729) 2006 WD44
- (526730) 2006 WL47
- (526731) 2006 WP54
- (526732) 2006 WT56
- (526733) 2006 WF59
- (526734) 2006 WO76
- (526735) 2006 WN80
- (526736) 2006 WC85
- (526737) 2006 WT87
- (526738) 2006 WC99
- (526739) 2006 WR102
- (526740) 2006 WE105
- (526741) 2006 WW121
- (526742) 2006 WR127
- (526743) 2006 WH139
- (526744) 2006 WU139
- (526745) 2006 WG146
- (526746) 2006 WM147
- (526747) 2006 WG150
- (526748) 2006 WE154
- (526749) 2006 WC160
- (526750) 2006 WT161
- (526751) 2006 WE163
- (526752) 2006 WG169
- (526753) 2006 WX173
- (526754) 2006 WZ179
- (526755) 2006 WW200
- (526756) 2006 WV201
- (526757) 2006 WN203
- (526758) 2006 WA205
- (526759) 2006 WR207
- (526760) 2006 WU207
- (526761) 2006 WG208
- (526762) 2006 WH208
- (526763) 2006 WM208
- (526764) 2006 WO208
- (526765) 2006 WP208
- (526766) 2006 WQ208
- (526767) 2006 WS208
- (526768) 2006 WU208
- (526769) 2006 WV208
- (526770) 2006 WZ208
- (526771) 2006 WC209
- (526772) 2006 WF209
- (526773) 2006 XO
- (526774) 2006 XT3
- (526775) 2006 XQ16
- (526776) 2006 XA27
- (526777) 2006 XM40
- (526778) 2006 XT45
- (526779) 2006 XG48
- (526780) 2006 XT50
- (526781) 2006 XY55
- (526782) 2006 XA67
- (526783) 2006 XO69
- (526784) 2006 XK73
- (526785) 2006 XK74
- (526786) 2006 XO74
- (526787) 2006 XQ74
- (526788) 2006 YZ1
- (526789) 2006 YC4
- (526790) 2006 YA9
- (526791) 2006 YF12
- (526792) 2006 YG28
- (526793) 2006 YU36
- (526794) 2006 YG48
- (526795) 2006 YN52
- (526796) 2006 YF57
- (526797) 2007 AO
- (526798) 2007 AA9
- (526799) 2007 AC10
- (526800) 2007 AM12
- (526801) 2007 AC32
- (526802) 2007 BC
- (526803) 2007 BL3
- (526804) 2007 BO3
- (526805) 2007 BA26
- (526806) 2007 BD26
- (526807) 2007 BW28
- (526808) 2007 BW33
- (526809) 2007 BW34
- (526810) 2007 BA35
- (526811) 2007 BA36
- (526812) 2007 BM38
- (526813) 2007 BN38
- (526814) 2007 BU38
- (526815) 2007 BL51
- (526816) 2007 BM55
- (526817) 2007 BR75
- (526818) 2007 BF103
- (526819) 2007 BH103
- (526820) 2007 BQ103
- (526821) 2007 BS103
- (526822) 2007 CK1
- (526823) 2007 CK9
- (526824) 2007 CC15
- (526825) 2007 CK26
- (526826) 2007 CA27
- (526827) 2007 CR30
- (526828) 2007 CO32
- (526829) 2007 CX32
- (526830) 2007 CN42
- (526831) 2007 CD57
- (526832) 2007 CY78
- (526833) 2007 CJ80
- (526834) 2007 CO80
- (526835) 2007 CW80
- (526836) 2007 DN13
- (526837) 2007 DZ19
- (526838) 2007 DO23
- (526839) 2007 DJ24
- (526840) 2007 DL38
- (526841) 2007 DM67
- (526842) 2007 DT68
- (526843) 2007 DG72
- (526844) 2007 DW73
- (526845) 2007 DX74
- (526846) 2007 DY77
- (526847) 2007 DM79
- (526848) 2007 DR80
- (526849) 2007 DR84
- (526850) 2007 DP94
- (526851) 2007 DS118
- (526852) 2007 DC119
- (526853) 2007 DK119
- (526854) 2007 DM119
- (526855) 2007 DS119
- (526856) 2007 DV119
- (526857) 2007 EM8
- (526858) 2007 ED16
- (526859) 2007 EU41
- (526860) 2007 EU46
- (526861) 2007 EY52
- (526862) 2007 EN87
- (526863) 2007 EL111
- (526864) 2007 EQ129
- (526865) 2007 EC133
- (526866) 2007 EA136
- (526867) 2007 EW145
- (526868) 2007 EM147
- (526869) 2007 EH176
- (526870) 2007 EG202
- (526871) 2007 EC215
- (526872) 2007 EH222
- (526873) 2007 EZ225
- (526874) 2007 EA226
- (526875) 2007 ER226
- (526876) 2007 EV226
- (526877) 2007 EC227
- (526878) 2007 FE
- (526879) 2007 FG14
- (526880) 2007 FR14
- (526881) 2007 FT16
- (526882) 2007 FP20
- (526883) 2007 FV20
- (526884) 2007 FE29
- (526885) 2007 FC39
- (526886) 2007 FX41
- (526887) 2007 FR48
- (526888) 2007 FT52
- (526889) 2007 GH6
- (526890) 2007 GN28
- (526891) 2007 GQ38
- (526892) 2007 GM41
- (526893) 2007 GJ52
- (526894) 2007 GZ55
- (526895) 2007 GZ57
- (526896) 2007 GM76
- (526897) 2007 GA78
- (526898) 2007 HR
- (526899) 2007 HV1
- (526900) 2007 HM2
- (526901) 2007 HL21
- (526902) 2007 HE35
- (526903) 2007 HX43
- (526904) 2007 HO49
- (526905) 2007 HN61
- (526906) 2007 HX62
- (526907) 2007 HF72
- (526908) 2007 HG74
- (526909) 2007 HQ80
- (526910) 2007 HT80
- (526911) 2007 HX91
- (526912) 2007 HE92
- (526913) 2007 HT99
- (526914) 2007 HJ100
- (526915) 2007 JB2
- (526916) 2007 JE2
- (526917) 2007 JX3
- (526918) 2007 JU15
- (526919) 2007 JG18
- (526920) 2007 JY26
- (526921) 2007 JR36
- (526922) 2007 JK38
- (526923) 2007 JC47
- (526924) 2007 JG47
- (526925) 2007 KU9
- (526926) 2007 KW9
- (526927) 2007 LO13
- (526928) 2007 LP13
- (526929) 2007 LF15
- (526930) 2007 LB17
- (526931) 2007 LK27
- (526932) 2007 LJ37
- (526933) 2007 ML1
- (526934) 2007 MA11
- (526935) 2007 MW15
- (526936) 2007 MZ23
- (526937) 2007 OR
- (526938) 2007 OJ11
- (526939) 2007 OM11
- (526940) 2007 PR
- (526941) 2007 PG17
- (526942) 2007 PE21
- (526943) 2007 PV31
- (526944) 2007 PU40
- (526945) 2007 PV43
- (526946) 2007 PO46
- (526947) 2007 PH49
- (526948) 2007 PW50
- (526949) 2007 PZ50
- (526950) 2007 PE51
- (526951) 2007 QG8
- (526952) 2007 QF11
- (526953) 2007 QC18
- (526954) 2007 RK3
- (526955) 2007 RM7
- (526956) 2007 RM13
- (526957) 2007 RK15
- (526958) 2007 RA19
- (526959) 2007 RX26
- (526960) 2007 RO27
- (526961) 2007 RT28
- (526962) 2007 RF29
- (526963) 2007 RL30
- (526964) 2007 RE33
- (526965) 2007 RL35
- (526966) 2007 RA37
- (526967) 2007 RN37
- (526968) 2007 RR38
- (526969) 2007 RG43
- (526970) 2007 RL43
- (526971) 2007 RR44
- (526972) 2007 RF49
- (526973) 2007 RY49
- (526974) 2007 RU50
- (526975) 2007 RP51
- (526976) 2007 RX51
- (526977) 2007 RY54
- (526978) 2007 RM60
- (526979) 2007 RK63
- (526980) 2007 RD66
- (526981) 2007 RB68
- (526982) 2007 RR69
- (526983) 2007 RT69
- (526984) 2007 RB80
- (526985) 2007 RE84
- (526986) 2007 RB86
- (526987) 2007 RS87
- (526988) 2007 RN92
- (526989) 2007 RA94
- (526990) 2007 RJ99
- (526991) 2007 RD113
- (526992) 2007 RT115
- (526993) 2007 RM117
- (526994) 2007 RN117
- (526995) 2007 RX117
- (526996) 2007 RP118
- (526997) Hohai
- (526998) 2007 RE122
- (526999) 2007 RV131
- (527000) 2007 RK135